# Basket Carugate
L'Associazione Sportiva Dilettantistica Basket Carugate (sponsorizzata: Dimensione Bagno Basket Carugate) è una società di pallacanestro di Carugate in provincia di Milano ed è tuttora l’unica squadra dell’hinterland milanese a disputare la Serie A2; gioca le sue partite nel nuovo Palasport di Carugate;

## Storia
Il Basket Carugate è nato all'oratorio di Carugate nel 1968 e si è affiliato alla FIP nel 1971. Ha raggiunto il suo massimo traguardo, la Serie A2, nel 2005 e nel 2014.
Durante la sua prima stagione in A2, nel 2005-06, il Marvecs Carugate ha ottenuto la salvezza senza passare dai play-out, classificandosi all'11º posto.
Nel 2006-07 ha sfiorato i play-off, giungendo sesto.
Nel 2007-08 perde i play-out contro Cervia e retrocede in Serie B d'Eccellenza.
Nella stagione 2011-12 riconquista la categoria A3, continuando ad essere l'unica società nella Martesana a disputare un campionato nazionale femminile.
Nella stagione 2013-14, vincendo ai play-off contro Albino, ottiene la promozione in Serie A2, tornando così nella seconda serie nazionale dopo 6 stagioni.

## Roster attuale

### Squadra 2022-2023
Aggiornato al 30 settembre 2022.
| Dimensione Bagno Basket Carugate | Dimensione Bagno Basket Carugate |
| Giocatrici                       | Staff tecnico                    |
| -------------------------------- | -------------------------------- |

| 3  | Croazia (bandiera) | C  | Iva Belosevic         | 1997 | 191 cm |  |  |
| 5  | Italia (bandiera)  | PG | Sara Usuelli          | 2003 | 180 cm |  |  |
| 6  | Italia (bandiera)  | PG | Francesca Diotti      | 1997 | 175 cm |  |  |
| 7  | Italia (bandiera)  | PG | Martina Osmetti       | 2004 | 170 cm |  |  |
| 9  | Italia (bandiera)  | AP | Francesca Cassani     | 1995 | 180 cm |  |  |
| 12 | Italia (bandiera)  | G  | Francesca Andreone    | 2005 | 173 cm |  |  |
| 14 | Italia (bandiera)  | G  | Ilaria Nespoli        | 2002 | 177 cm |  |  |
| 15 | Italia (bandiera)  | C  | Ivona Khozobashiovska | 2001 | 185 cm |  |  |
| 16 | Italia (bandiera)  | AP | Chiara Faroni         | 2003 | 175 cm |  |  |
| 17 | Italia (bandiera)  | AP | Martina Baiardo       | 1995 | 178 cm |  |  |
| 20 | Italia (bandiera)  | G  | Valentina Carmeli     | 2004 | 173 cm |  |  |
| 34 | Italia (bandiera)  | AP | Federica Giudice      | 2000 | 180 cm |  |  |
| 44 | Italia (bandiera)  | AG | Elisa Marino          | 2005 | 184 cm |  |  |

| Allenatore                                                                                         |
| - Alberto Colombo                                                                                  |
| Assistente/i                                                                                       |
| - Andrea Brambilla - Alessandro Rava Legenda - (C) Capitano Roster Aggiornato al: 11 novembre 2022 |

### Staff tecnico
- Allenatore: Alberto Colombo
- Assistente: Andrea Brambilla
- Assistente: Alessandro Rava
- Preparatore atletico: Maurizio Alieri

### Staff medico
- Medico: Antonio Carbone
- Medico: Franco Muzzuzzappa

### Staff dirigenziale
- Presidente: Luciano Bellasi
- Vice-Presidente: Franco Muzzuzzappa
- Dirigente: Antonello Piredda
- General Manager: Paolo Gavazzi
- Direttore sportivo: Paolo Ganguzza
- Team Manager: Ambrogio Gironi
- Responsabile Logistica: Antonio Bollino